# Tony Award al miglior revival
Il Tony Award al miglior revival (Tony Award for Best Revival) è stato un riconoscimento teatrale presentato dal 1977 al 1994, quando fu diviso in due categorie: Miglior Revival di un musical e Miglior revival di uno spettacolo. Il premio veniva assegnato al miglior revival di uno spettacolo musicale o di prosa apparso a Broadway nella stagione precedente.

## Vincitori e candidati

### Anni 1970
- 1977: (Il premio fu chiamato Più innovativa produzione di un revival) Porgy and Bess
  - Guys and Dolls
  - L'opera da tre soldi
  - The Threepenny Opera
- 1978: Dracula
  - Il Tartufo
  - Timbuktu!
  - A Touch of the Poet
- 1979: Il premio non fu assegnato

### Anni 1980
- 1980: (Il premio fu chiamato Nuova produzione (spettacolo o musical)) Morning's at Seven
  - Major Barbara
  - Peter Pan
  - West Side Story
- 1981: The Pirates of Penzance
  - Brigadoon
  - Camelot
  - The Little Foxes
- 1982: Othello
  - A Taste of Honey
  - My Fair Lady
- 1983: On Your Toes
  - All's Well That Ends Well
  - A View from the Bridge
  - Corte marziale per l'ammutinamento del Caine
- 1984: Death of a Salesman
  - American Buffalo
  - Heartbreak House
  - A Moon for the Misbegotten
- 1985: Joe Egg
  - Cyrano de Bergerac
  - Much Ado about Nothing
  - Strange Interlude
- 1986: Sweet Charity
  - Hay Fever
  - Arriva l'uomo del ghiaccio
  - Loot
- 1987: (Il premio fu chiamato Miglior revival) All My Sons
  - The Front Page
  - The Life and Adventures of Nicholas Nickleby
  - Pigmalione
- 1988: Anything Goes
  - A Streetcar Named Desire
  - Cabaret
  - Dreamgirls
- 1989: Our Town
  - Ah, Wilderness!
  - Ain't Misbehavin'
  - Café Crown

### Anni 1990
- 1990: Gypsy
  - Sweeney Todd
  - The Circle
  - The Merchant of Venice
- 1991: Fiddler on the Roof
  - The Miser
  - Peter Pan
- 1992: Guys and Dolls
  - The Most Happy Fella
  - On Borrowed Time
  - The Visit
- 1993: Anna Christie
  - Saint Joan
  - The Price
  - Wilder, Wilder, Wilder